# 理性選擇理論 (犯罪學)
理性選擇理論是犯罪學的一種理論，源自新古典犯罪學派的其中一個重要觀點，人類具有自由思想，人類能夠自己選擇對錯。1986年，Cornish和Clarke正式提出理性選擇理論，不過早在1982年，Clarke已經提出簡易選擇模式，他們認為罪犯是具備理性的，需要從犯罪的利益、風險和成本三方面來考慮是否從事犯罪行為，當中利益是指犯罪後的得益能滿足人類的各種生理及心理需要，風險是指罪犯被識破罪行及受到刑罰的可能性，而成本則指犯案時需要的工具、技巧、時間等，當利益大於風險加成本時，罪犯則傾向犯罪，相反則傾向不犯罪。然而，理論中的理性被批評是有限度的，因為理性往往受制於犯罪者的個人認知及接收訊息的能力，理性因而變得相對的和主觀的，故需要從罪犯的角度探討何謂理性。